# Pieter van der Haghe
Pieter van der Haghe († 1362?) was burgemeester van schepenen van de stad Brugge.

## Levensloop
Pieter van der Haghe, poorter van Brugge, was een zoon van Pieter. Hij had een zoon, Jan, die kapelaan werd in de Sint-Donaaskerk. Het is waarschijnlijk dat hij, minstens in zijn jeugd, bij zijn vader woonde, die brouwer was langs de Spiegelrei in het huis Ter Ouder Haghe (nu nr. 7).
Hij werd schepen van Brugge voor de jaren 1350-51, 1352-53, 1354-55, 1356-57. 
Hij werd burgemeester van de schepenen in 1359-60. Op 17 november 1359 nam hij de opvolging van Jacob van den Walle, die uit het stadsbestuur verwijderd werd en, net als andere stadsbestuurders, uit de stad verbannen werd door graaf Lodewijk van Male, omdat hij sympathiseerde met de Gentse aanhangers van Jacob van Artevelde. Hij werd in de functie hernieuwd voor de jaren 1360-61 en 1361-62. In 1360 trok hij op zending naar Calais voor een ontmoeting met de koning Eduard III van Engeland. Aangezien hij midden 1362 werd opgevolgd door Simoen van Aertricke, mag men veronderstellen dat hij toen overleed.
In de loop van zijn actieve jaren, was Van der Haghe ook:
- dismeester van de Sint-Salvatorkerk,
- voogd van de Leprozerie,
- oppervoogd van het Sint-Janshospitaal.